# 正福寺 (岡山市北区上中野)
正福寺（しょうふくじ）は、岡山県岡山市北区上中野にある日蓮宗の寺院。山号は宗善山。旧本山は大本山妙顕寺（四条門流）、奠師法縁（奠統会）。

## 歴史

### 旧正福寺
寛永2年（1625年）、池田家が因幡鳥取城より国替えのため備前岡山城に入城後、大明院日宥を開山として現在の岡山市北区中央町付近に創建された。
城下では蓮昌寺、妙林寺と並ぶ大寺であったが、太平洋戦争中の昭和20年（1945年）に岡山大空襲による無差別爆撃で諸堂を焼失した。戦後の区画整理で境内が分断縮小されたため、現在地への移転復興となった。

### 旧宗善寺
文亀2年（1502年）、松田左衛門佐（金川城主松田左近将元喬の子）を開基檀越、日誠を開山とし、現在の岡山市北区今保付近に創建された。
その後、岡山藩主池田光政時代の宗教政策（寛文法難）で一時廃寺となるが、貞享2年（1685年）に正福寺の末寺として再興された。

### 合併後
昭和47年（1972年）、両寺が合併し宗善山正福寺として復興された。

## 境内
- 本堂

## 歴代
- 旧正福寺
  - 大明院日宥
- 旧宗善寺
  - 日誠
- 合併後

## 旧末寺
日蓮宗は昭和16年（1941年）に本末を解体したため、現在では旧本山、旧末寺と呼びならわしている。
- 赤松山正住寺（岡山市南区箕島）

## アクセス
- 岡山駅から車でおよそ10分